# Fernando Farinha
Fernando Tavares Farinha (Barreiro, 20 de Dezembro de 1928 (oficialmente 5 de Maio de 1929) – 12 de Fevereiro de 1988) foi um cantor português de fado, que ficou conhecido como o Miúdo da Bica.

## Biografia
Fernando Tavares Farinha nasceu no Barreiro, Barreiro, a 20 de Dezembro de 1928, embora no seu Bilhete de Identidade seja indicada a data de 5 de maio de 1929. Quando tinha apenas 8 anos a família muda de residência para o bairro da Bica, em Lisboa.
Em 1937, com apenas nove anos de idade começou a cantar o fado e participou em representação do bairro da Bica num concurso inter bairros, o que lhe valeu a alcunha que ficou por toda a sua vida — o "Miúdo da Bica". Fernando Farinha começou assim a cantar nesse concurso realizado na verbena de Santa Catarina de que era proprietário José Miguel.
Desta forma foi contratado pelo mesmo empresário para cantar nas verbenas do Alto do Pina, Ajuda, Santo Amaro e outras, a que se segue a sua primeira integração num elenco de casa de Fado, no Café Mondego, situado na Rua da Barroca.
O seu primeiro disco foi gravado em 1940 e incluía os temas: "Meu Destino" e "Sempre Linda". No ano seguinte, 1941, fará a sua estreia na revista, participando na revista "Boa vai ela", no Teatro Maria Vitória. Voltará apenas a actuar mais uma vez em teatro de revista, muitos anos mais tarde, em 1963, na peça "Sal e Pimenta".
Após a passagem pelos palcos e o lançamento do seu primeiro disco, Fernando Farinha volta a apresentar-se no circuito de casas típicas, passando pelo "Retiro da Severa", "Solar da Alegria", "Café Latino" ou "Café Luso", entre outros espaços. Farinha faz a sua primeira digressão ao Brasil com 23 anos. Permanece quatro meses nesse país, contratado para actuar na "Taverna Lusitana", na Rádio Record e na TV Tupi de São Paulo. Quando regressa a Portugal integra o elenco da "Adega Mesquita", onde permanecerá a partir de 1951 por um período de onze anos.
Em 1960, ganha o concurso "A Voz Mais Portuguesa de Portugal" e, no mesmo ano, festeja as suas Bodas de Prata artísticas, no Coliseu dos Recreios, em Lisboa, e depois no Palácio de Cristal, no Porto.
Em 1961 é-lhe atribuída a 2.ª classificação no concurso Rei da Rádio, no ano seguinte recebe a Taça Rei da Rádio de 1.º classificado e, no ano de 1963, o Óscar da Casa da Imprensa para o melhor fadista.
Farinha filmará a sua história na película "O Miúdo da Bica", num filme realizado por Constantino Esteves que se estreia no Éden em Julho de 1963. No ano seguinte, 1964, o mesmo realizador apresenta o filme A Última Pega, com Leónia Mendes, Fernando Farinha, Júlia Buisel, Cunha Marques e Vicente da Câmara.
Em 1965 é convidado a actuar em Paris, para os emigrantes portugueses e no mesmo ano deslocou-se ao Canadá e Estados Unidos da América onde voltou posteriormente devido ao êxito ali alcançado. Nas décadas seguintes será sobretudo para as comunidades emigrantes da Europa e da América do Norte que Fernando Farinha actuará, fazendo espectáculos na Bélgica, França, Alemanha, Estados Unidos e Canadá.
Para além de ter popularizado temas como "O Miúdo da Bica" ou "Fado das Trincheiras", o fadista foi também autor e compositor de muitos temas, os quais estão registados na Sociedade Portuguesa de Autores.
Alguns temas da sua autoria que interpretou com grande sucesso foram o "Belos Tempos", "Eu ontem e hoje", "Um Fado a Marceneiro", "Estações de Amor" ou "Cinco Bairros". Mas muitos desses temas que criou foram interpretados por outros intérpretes, como é o caso de "O teu olhar", interpretado por Carlos Ramos; "Lugar vazio", cantado por Tony de Matos e Hermínia Silva; "Fado Rambóia" e "Já não tens coração", popularizados por Manuel de Almeida; ou ainda "Isto é Fado", cantado por Fernanda Maria, apenas para citar alguns exemplos. Farinha gostava também de fazer caricaturas dos seus colegas e companheiros de profissão, aos quais oferecia muitas vezes os resultados desta sua arte.
Em 1942, estreia como atracção no Teatro na revista "Boa Vai Ela", em que também entrava Hermínia Silva, mais tarde nos anos sessenta ainda é atracção na revista "Sal e Pimenta" Em 1951, tem a sua primeira deslocação ao estrangeiro indo ao Brasil onde teve grande aceitação.
Em 1955, comemora as suas "Bodas de Prata" de carreira artística no Coliseu dos Recreios em Lisboa e é premiado com a Guitarra de Prata. Em 1963 protagoniza dois filmes " O Miúdo da Bica" e " A Última Pega", sendo coroado no ano anterior «Rei da Rádio» pela revista «Flama», coisa que nunca aconteceu a quem cantasse o fado. 

## Homenagens
Em 1957, a Rádio Peninsular atribui-lhe o galardão de a "Voz mais portuguesa de Portugal".
Em 2005, foi atribuído o seu nome a uma rua em Braço de Prata, Lisboa. 
É autor do fado Tudo por tudo, uma das 150 canções, que constam na antologia, As Palavras das Canções, organizada por João Calixto, editada com o apoio da Sociedade Portuguesa de Autores. 